# Valchava
Valchava é uma vila no Val Müstair (Vale Müstair), no Cantão Grisões, com cerca de 206 habitantes. Era uma comuna independente no Distrito de Inn, até 01 de janeiro de 2009. Valchava fundiu-se com Fuldera, Lü, Müstair, Santa Maria Val Müstair e Tschierv para formar a comuna de Val Müstair.

## História
Valchava foi mencionada pela primeira vez em 1331, como Valchava.

## Geografia

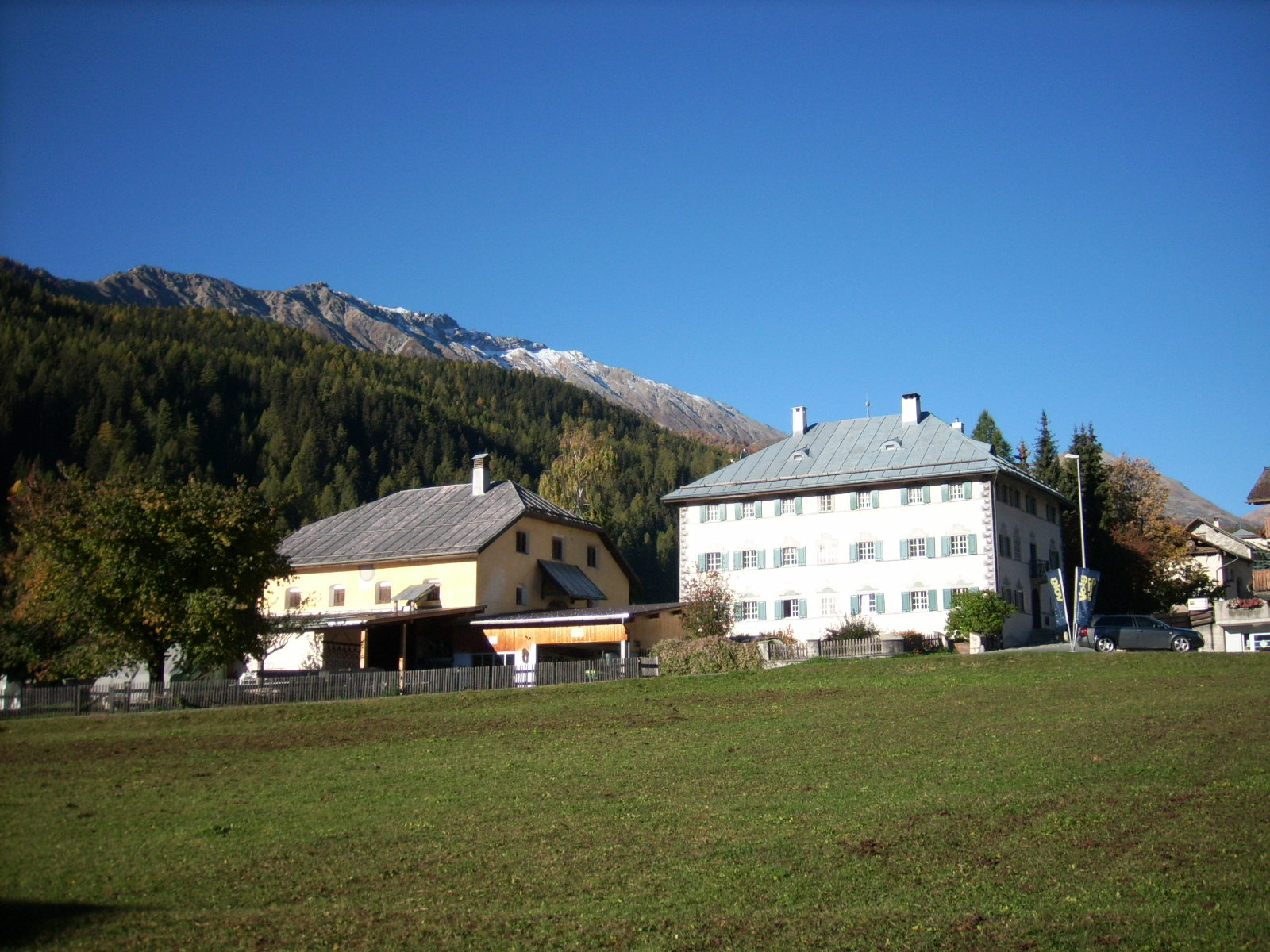
Casa em Valchava

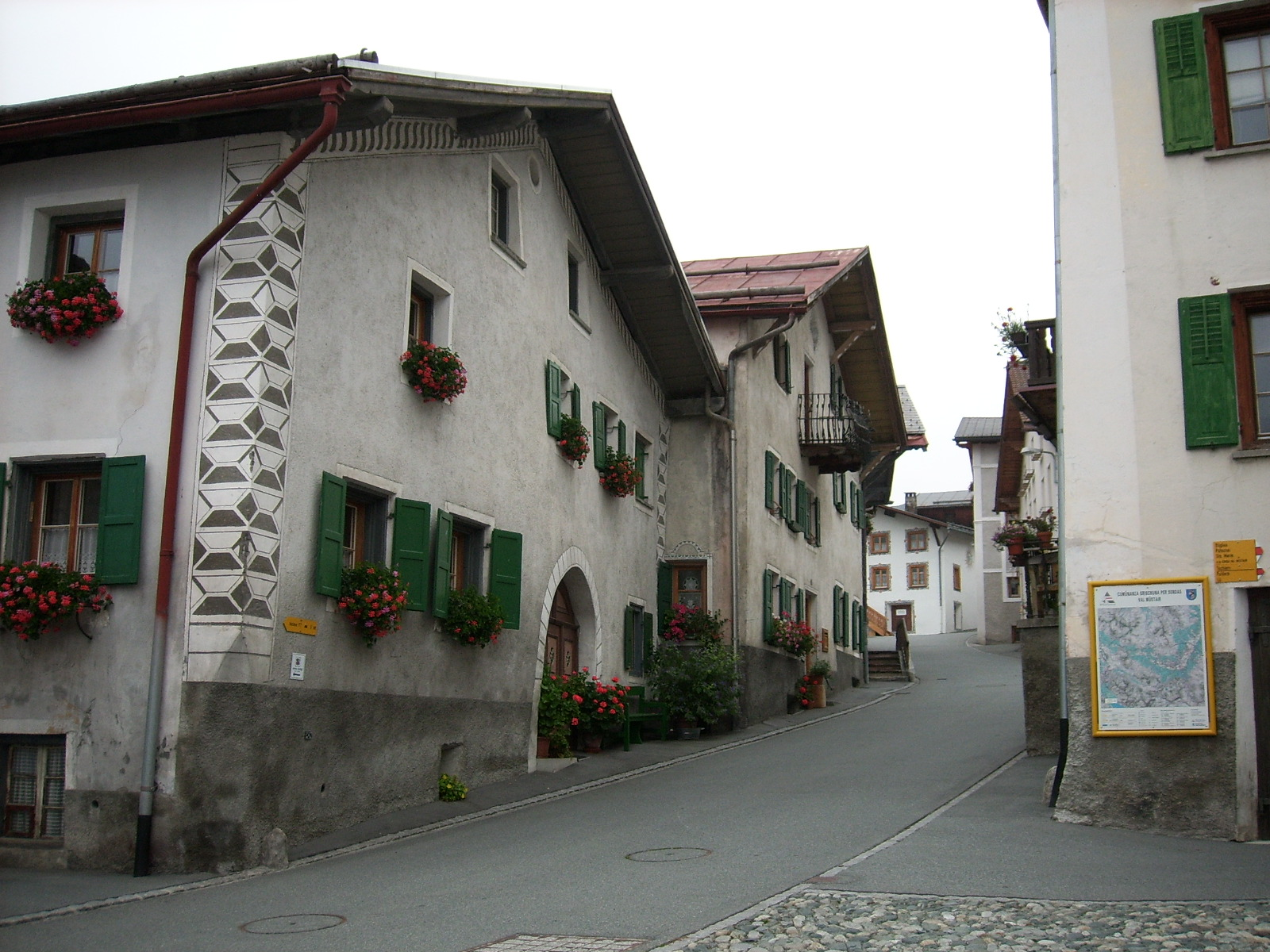
Rua em Valchava

Valchava em uma área de 16,7 km2. Desta área, 46% é utilizada para a agricultura, enquanto 33,9% é composta por florestas. Do restante do território, 1,4% é construído (imóveis ou estradas), e os outros 18,7% representam áreas improdutivas (rios, geleiras ou montanhas).
Dista 123 km de Coira, a capital do cantão de Grisões, e a 74 km de Merano, na Itália. As estações ferroviárias mais próximas são Malles Venosta (na Itália), a 17 km, e Zernez, a 34 km.

## Demografia
Valchava tem uma população (em 2008) de 203 habitantes, dos quais 3,4% são estrangeiros. Nos últimos 10 anos, houve um declínio de 12% na população total.
O histórico da população é apresentado na tabela a seguir:
| ano  | população |
| ---- | --------- |
| 1850 | 208       |
| 1900 | 218       |
| 1950 | 252       |
| 2000 | 202       |

## Idiomas
A maioria da população, em 2000, falava romanche (80,7%), sendo o alemão a segunda língua mais comum (18,3%), e o italiano, a terceira (1,0%). A população de língua romanche fala o dialeto Jauer. Em 1880, cerca de 69% da população usava o romanche como primeira língua. Em 1910, o percentual era de 72%, em 1941 era de 75%, e em 1970, era de 90%. Em 1990, cerca de 92% da população dominava a língua romanche, percentual que se manteve no ano 2000. 
| Idiomas em Valchava |               |               |               |               |               |               |
| Idiomas             | Censo de 1980 | Censo de 1980 | Censo de 1990 | Censo de 1990 | Censo de 2000 | Censo de 2000 |
| Idiomas             | Número        | Percentual    | Número        | Percentual    | Número        | Percentual    |
| Romanche            | 168           | 77.06 %       | 167           | 81.86 %       | 163           | 80.69 %       |
| Alemão              | 44            | 20.18 %       | 31            | 15.20 %       | 37            | 18.32 %       |
| Italiano            | 5             | 2.29 %        | 6             | 2.94 %        | 2             | 0.99 %        |
| População           | 218           | 100 %         | 204           | 100 %         | 202           | 100 %         |